# Као Банг (провинция)
Као Банг (на виетнамски: Cao Bằng) (буквално Високо плато) е виетнамска провинция разположена в регион Донг Бак. На север и изток граничи с Китай, на юг граничи с провинциите Туйен Куанг, Бак Кан и Ланг Сон. Населението е 535 400 жители (по приблизителна оценка за юли 2017 г.).
Као Банг е дом на голяма част от малцинствените групи във Виетнам. Значителна част от населението на провинцията е малцинствена като най-много като брой са представителите на народите таи, нунг, дао, хмонг и хао. Големият брой на хао, които де факто са етнически китайци, е поради общата граница с Китай.
Общата граница с Народна република Китай е изиграла значителна роля в историята на провинцията. През дългата си история Као Банг често е сменяла териториалната си принадлежност. След като Виетнам е завладян от Франция в Као Банг възникват множество групи борещи се за независимостта на страната. Една от основните причини за големия брой на активистите в Као Банг е планинският релеф на провинцията, който предлагал значителна защита. По същата причина Виетнамската комунистическа партия избира точно Као Банг за своя база в борбата срещу френските окупационни сили.
Провинция Као Банг е една от икономически най-изостаналите провинции във Виетнам. По-голямата част от икономиката на провинцията е концентрирана в земеделието и дърводобива, въпреки че съществуват и други отрасли. Значителна част от обществените институции (училища, болници и др.) продължават да бъдат в изключително лошо състояние, въпреки че през последните години правителството провежда политика за подобряване на жизнения стандарт в Као Банг.

## Административно деление
Провинция Као Банг се дели на един град Као Банг и дванадесет окръга:
- Бао Лак
- Бао Лам
- Ха Ланг
- Ха Куанг
- Хоа Ан
- Нгуйен Бин
- Фук Хоа
- Куанг Уйен
- Тхат Ан
- Тхонг Нонг
- Ча Лин
- Чунг Кхан